# Luigi Arienti
Luigi Arienti   (Desio, 6 de gener de 1937 - Desio, 6 de febrer de 2024) fou un ciclista italià, professional entre el 1961 i el 1972. Es dedicà principalment al ciclisme en pista.
El 1960 va prendre part en els Jocs Olímpics de Roma, en què guanyà una medalla d'or en la prova de persecució per equips, junt a Marino Vigna, Franco Testa i Mario Vallotto.

## Palmarès
- 1958
  - 1r a la Coppa Messapica
- 1960
  -  Medalla d'or als Jocs Olímpics de Roma en persecució per equips
- 1965
  - 1r a Wettingen